# Ausztrália az 1964. évi nyári olimpiai játékokon
Ausztrália a japán Tokióban megrendezett 1964. évi nyári olimpiai játékok egyik részt vevő nemzete volt. Az országot az olimpián 19 sportágban 243 sportoló képviselte, akik összesen 18 érmet szereztek.

## Érmesek
| Érem  | Versenyző | Sportág    | Versenyszám                  |
| ----- | --- | ---------- | ---------------------------- |
| Arany | Betty Cuthbert | Atlétika   | Női 400 m                    |
| Arany | Bob Windle | Úszás      | Férfi 1500 m gyors           |
| Arany | Ian O'Brien | Úszás      | Férfi 200 m mell             |
| Arany | Kevin Berry | Úszás      | Férfi 200 m pillangó         |
| Arany | Dawn Fraser | Úszás      | Női 100 m gyors              |
| Arany | William Northam Peter O’Donnell James Sargeant | Vitorlázás | 5,5 méteres                  |
| Ezüst | Michele Brown | Atlétika   | Női magasugrás               |
| Ezüst | Lynette Bell Dawn Fraser Janice Murphy Robyn Thorn Jan Turner | Úszás      | Női 4 × 100 m gyorsváltó     |
| Bronz | Ronald Clarke | Atlétika   | Férfi 10 000 m               |
| Bronz | Marilyn Black | Atlétika   | Női 200 m                    |
| Bronz | Judy Amoore | Atlétika   | Női 400 m                    |
| Bronz | Pamela Kilborn-Ryan | Atlétika   | Női 80 m gát                 |
| Bronz | Theodore Boronovskis | Cselgáncs  | Nyílt                        |
| Bronz | Nemzeti válogatott Mervyn Crossman Paul Dearing Raymond Evans Brian Glencross Robin Hodder John McBryde Donald McWatters Patrick Nilan Eric Pearce Julian Pearce Desmond Piper Donald Smart Antony Waters Graham Wood | Gyeplabda  | Férfi                        |
| Bronz | Allan Wood | Úszás      | Férfi 400 m gyors            |
| Bronz | Allan Wood | Úszás      | Férfi 1500 m gyors           |
| Bronz | David Dickson Peter Doak John Ryan Bob Windle | Úszás      | Férfi 4 × 100 m gyorsváltó   |
| Bronz | Kevin Berry David Dickson Ian O'Brien Peter Reynolds Peter Tonkin | Úszás      | Férfi 4 × 100 m vegyes váltó |

## Atlétika
Férfi
| Versenyző                                           | Versenyszám     | Előfutam | Előfutam | Előfutam | Negyeddöntő | Negyeddöntő | Negyeddöntő | Elődöntő | Elődöntő | Elődöntő | Döntő         | Döntő         |
| Versenyző                                           | Versenyszám     | Idő      | Hely.    | Össz.    | Idő         | Hely.       | Össz.       | Idő      | Hely.    | Össz.    | Idő           | Helyezés      |
| --------------------------------------------------- | --------------- | -------- | -------- | -------- | ----------- | ----------- | ----------- | -------- | -------- | -------- | ------------- | ------------- |
| William Earle                                       | 100 m           | 10,79    | 3.       | 40.****  | 10,60       | 8.          | 23.*        | kiesett  | kiesett  | kiesett  | kiesett       | kiesett       |
| Gary Holdsworth                                     | 100 m           | 10,69    | 5.       | 28.***   | kiesett     | kiesett     | kiesett     | kiesett  | kiesett  | kiesett  | kiesett       | kiesett       |
| Gary Holdsworth                                     | 200 m           | 21,65    | 4.       | 35.      | 22,13       | 7.          | 30.         | kiesett  | kiesett  | kiesett  | kiesett       | kiesett       |
| Robert Lay                                          | 200 m           | 21,34    | 2.       | 17.      | 21,49       | 5.          | 16.         | kiesett  | kiesett  | kiesett  | kiesett       | kiesett       |
| Robert Lay                                          | 100 m           | 10,53    | 3.       | 11.**    | 10,42       | 3.          | 7.          | 10,35    | 5.       | 5.       | kiesett       | kiesett       |
| Gary Eddy                                           | 400 m           | 46,92    | 4.       | 15.      | 47,65       | 6.          | 23.         | kiesett  | kiesett  | kiesett  | kiesett       | kiesett       |
| Peter Vassella                                      | 400 m           | 46,77    | 4.       | 8.       | 46,55       | 4.          | 5.          | 46,52    | 4.       | 7.       | 46,32         | 7.            |
| Kenneth Roche                                       | 400 m           | 47,43    | 5.       | 28.      | 48,0        | 7.          | 29.**       | kiesett  | kiesett  | kiesett  | kiesett       | kiesett       |
| Kenneth Roche                                       | 400 m gát       | 51,52    | 2.       | 9.       |             |             |             | 50,86    | 5.       | 8.       | kiesett       | kiesett       |
| Gary Knoke                                          | 400 m gát       | 50,94    | 2.       | 3.       |             |             |             | 50,63    | 3.       | 6.       | 50,4          | 4.            |
| Michael Ryan                                        | 400 m gát       | 58,0     | 8.       | 37.      |             |             |             | kiesett  | kiesett  | kiesett  | kiesett       | kiesett       |
| Anthony Blue                                        | 800 m           | 1:49,7   | 3.       | 15.*     |             |             |             | 1:49,6   | 7.       | 20.      | kiesett       | kiesett       |
| Albert Thomas                                       | 1500 m          | 3:54,9   | 9.       | 35.*     |             |             |             | kiesett  | kiesett  | kiesett  | kiesett       | kiesett       |
| Albert Thomas                                       | 5000 m          | 14:27,8  | 11.      | 36.      |             |             |             |          |          |          | kiesett       | kiesett       |
| Ronald Clarke                                       | 5000 m          | 13:48,4  | 1.       | 1.       |             |             |             |          |          |          | 13:58,0       | 9.            |
| Ronald Clarke                                       | 10 000 m        |          |          |          |             |             |             |          |          |          | 28:25,8       |               |
| Ronald Clarke                                       | Maraton         |          |          |          |             |             |             |          |          |          | 2:20:26       | 9.            |
| Robert Vagg                                         | Maraton         |          |          |          |             |             |             |          |          |          | 2:28:41       | 31.           |
| Anthony Cook                                        | Maraton         |          |          |          |             |             |             |          |          |          | 2:42:03       | 52.           |
| Anthony Cook                                        | 10 000 m        |          |          |          |             |             |             |          |          |          | 29:15,8       | 8.            |
| Anthony Cook                                        | 5000 m          | 14:02,4  | 5.       | 14.      |             |             |             |          |          |          | kiesett       | kiesett       |
| Trevor Vincent                                      | 3000 m akadály  | 8:58,8   | 8.       | 22.      |             |             |             |          |          |          | kiesett       | kiesett       |
| Noel Freeman                                        | 20 km gyaloglás |          |          |          |             |             |             |          |          |          | 1:32:06       | 4.            |
| Ronald Crawford                                     | 20 km gyaloglás |          |          |          |             |             |             |          |          |          | 1:38:47       | 22.           |
| Ronald Crawford                                     | 50 km gyaloglás |          |          |          |             |             |             |          |          |          | 4:24:19       | 11.           |
| Edward Allsopp                                      | 50 km gyaloglás |          |          |          |             |             |             |          |          |          | 4:31:07       | 17.           |
| Robert Gardiner                                     | 50 km gyaloglás |          |          |          |             |             |             |          |          |          | 4:17:06       | 5.            |
| Robert Gardiner                                     | 20 km gyaloglás |          |          |          |             |             |             |          |          |          | nem ért célba | nem ért célba |
| Robert Lay Eric Bigby William Earle Gary Holdsworth | 4 × 100 m váltó | 40,64    | 4.       | 13.      |             |             |             | 40,19    | 5.       | 10.      | kiesett       | kiesett       |
| Peter Vassella Gary Knoke Gary Eddy Kenneth Roche   | 4 × 400 m váltó | 3:08,2   | 4.       | 10.      |             |             |             |          |          |          | kiesett       | kiesett       |

| Versenyző      | Versenyszám   | Selejtező                | Selejtező                | Döntő    | Döntő    |
| Versenyző      | Versenyszám   | Eredmény                 | Helyezés                 | Eredmény | Helyezés |
| -------------- | ------------- | ------------------------ | ------------------------ | -------- | -------- |
| Lawrie Peckham | Magasugrás    | 206 cm                   | 8.**                     | 209 cm   | 10.      |
| Tony Sneazwell | Magasugrás    | 206 cm                   | 14.*                     | 206 cm   | 13.      |
| Ian Tomlinson  | Távolugrás    | 707 cm                   | 27.                      | kiesett  | kiesett  |
| Ian Tomlinson  | Hármasugrás   | 15,76 m                  | 15.                      | kiesett  | kiesett  |
| Graham Boase   | Hármasugrás   | érvényes kísérlet nélkül | érvényes kísérlet nélkül | kiesett  | kiesett  |
| Warwick Selvey | Diszkoszvetés | 51,96 m                  | 19.                      | kiesett  | kiesett  |

Női
| Versenyző                                                          | Versenyszám     | Előfutam | Előfutam | Előfutam | Negyeddöntő | Negyeddöntő | Negyeddöntő | Elődöntő | Elődöntő | Elődöntő | Döntő   | Döntő    |
| Versenyző                                                          | Versenyszám     | Idő      | Hely.    | Össz.    | Idő         | Hely.       | Össz.       | Idő      | Hely.    | Össz.    | Idő     | Helyezés |
| ------------------------------------------------------------------ | --------------- | -------- | -------- | -------- | ----------- | ----------- | ----------- | -------- | -------- | -------- | ------- | -------- |
| Dianne Bowering-Burge                                              | 100 m           | 11,83    | 4.       | 17.      | 11,7        | 5.          | 15.***      | kiesett  | kiesett  | kiesett  | kiesett | kiesett  |
| Marilyn Black                                                      | 100 m           | 11,58    | 1.       | 7.       | 11,4        | 1.          | 2.**        | 11,63    | 2.       | 5.       | 11,73   | 6.       |
| Marilyn Black                                                      | 200 m           | 23,78    | 2.       | 2.       |             |             |             | 23,42    | 1.       | 2.       | 23,18   |          |
| Joyce Bennett                                                      | 200 m           | 24,34    | 3.       | 16.      |             |             |             | 24,7     | 7.       | 15.      | kiesett | kiesett  |
| Margaret Burvill                                                   | 200 m           | 24,22    | 1.       | 11.      |             |             |             | 24,3     | 5.       | 12.      | kiesett | kiesett  |
| Margaret Burvill                                                   | 100 m           | 11,68    | 4.       | 11.      | 11,7        | 4.          | 15.***      | 11,85    | 8.       | 14.      | kiesett | kiesett  |
| Judy Amoore                                                        | 400 m           | 53,85    | 2.       | 2.       |             |             |             | 53,39    | 1.       | 2.       | 53,4    |          |
| Betty Cuthbert                                                     | 400 m           | 56,0     | 3.       | 14.      |             |             |             | 53,8     | 2.       | 4.       | 52,01   |          |
| Pamela Kilborn-Ryan                                                | 80 m gát        | 10,79    | 2.       | 7.       |             |             |             | 10,69    | 1.       | 2.       | 10,56   |          |
| Dianne Bowering-Burge Marilyn Black Margaret Burvill Joyce Bennett | 4 × 100 m váltó | 45,28    | 4.       | 6.       |             |             |             |          |          |          | 45,0    | 6.       |

| Versenyző             | Versenyszám   | Selejtező | Selejtező | Döntő    | Döntő    |
| Versenyző             | Versenyszám   | Eredmény  | Helyezés  | Eredmény | Helyezés |
| --------------------- | ------------- | --------- | --------- | -------- | -------- |
| Michele Brown         | Magasugrás    | 170 cm    | 1.**      | 180 cm   |          |
| Robyn Woodhouse       | Magasugrás    | 170 cm    | 7.        | 171 cm   | 11.      |
| Helen Frith           | Távolugrás    | 583 cm    | 22.       | kiesett  | kiesett  |
| Anna Wojtaszek-Pazera | Gerelyhajítás | 44,87 m   | 15.       | kiesett  | kiesett  |

| Versenyző   | Versenyszám | 80 m gát | 80 m gát | Súlylökés | Súlylökés | Magasugrás | Magasugrás | Távolugrás | Távolugrás | 200 m | 200 m | Végeredmény | Végeredmény |
| Versenyző   | Versenyszám | Idő      | Pont     | Eredmény  | Pont      | Eredmény   | Pont       | Eredmény   | Pont       | Idő   | Pont  | Pont        | Helyezés    |
| ----------- | ----------- | -------- | -------- | --------- | --------- | ---------- | ---------- | ---------- | ---------- | ----- | ----- | ----------- | ----------- |
| Helen Frith | Ötpróba     | 11,9     | 904      | 11,16 m   | 797       | 169 cm     | 1037       | 587 cm     | 959        | 25,8  | 860   | 4557        | 11.         |

* - egy másik versenyzővel azonos időt/eredményt ért el

** - két másik versenyzővel azonos időt/eredményt ért el

*** - három másik versenyzővel azonos időt ért el

**** - négy másik versenyzővel azonos eredményt ért el

## Birkózás
Kötöttfogású
| Versenyző      | Versenyszám | 1. forduló                 | 2. forduló                           | 3. forduló                  | 4. forduló                      | 5. forduló        | Döntő             | Helyezés    |
| Versenyző      | Versenyszám | Ellenfél Eredmény          | Ellenfél Eredmény                    | Ellenfél Eredmény           | Ellenfél Eredmény               | Ellenfél Eredmény | Ellenfél Eredmény | Helyezés    |
| -------------- | ----------- | -------------------------- | ------------------------------------ | --------------------------- | ------------------------------- | ----------------- | ----------------- | ----------- |
| Donald Cacas   | 63 kg       | Matti Jutila (CAN) · 2-2   | erőnyerő                             | Georges Ballery (FRA) · 3-1 | Ronald Finley (USA) · kétvállas | kiesett           | kiesett           | helyezetlen |
| Istvan Raskovy | 87 kg       | Yavuz Selekman (TUR) · 3-1 | Fernando H. García (PHI) · kétvállas | Jiří Kormaník (TCH) · 3-1   | kiesett                         | kiesett           | kiesett           | helyezetlen |

Szabadfogású
| Versenyző      | Versenyszám | 1. forduló                                           | 2. forduló                    | 3. forduló                        | 4. forduló               | 5. forduló        | Döntő             | Helyezés    |
| Versenyző      | Versenyszám | Ellenfél Eredmény                                    | Ellenfél Eredmény             | Ellenfél Eredmény                 | Ellenfél Eredmény        | Ellenfél Eredmény | Ellenfél Eredmény | Helyezés    |
| -------------- | ----------- | ---------------------------------------------------- | ----------------------------- | --------------------------------- | ------------------------ | ----------------- | ----------------- | ----------- |
| Max McAlary    | 52 kg       | Csang Cshangszon (Jang Chang-seon) (KOR) · kétvállas | André Zoete (FRA) · kétvállas | kiesett                           | kiesett                  | kiesett           | kiesett           | helyezetlen |
| Kevin McGrath  | 57 kg       | Cshö Jonggil (Choi Yeong-gil) (KOR) · kétvállas      | Varga János (HUN) · kétvállas | kiesett                           | kiesett                  | kiesett           | kiesett           | helyezetlen |
| Geoffrey Brown | 63 kg       | Jun Dek (Yun Daek) (KOR) · 3-1                       | Mario Tovar (MEX) · 3-1       | kiesett                           | kiesett                  | kiesett           | kiesett           | helyezetlen |
| Sidney Marsh   | 70 kg       | Alejandro Echaniz (MEX) · kétvállas                  | Abdollah Movahed (IRI) · 3-1  | Kenneth Stephenson (GBR) · 1-3    | Gregory Ruth (USA) · 3-1 | kiesett           | kiesett           | helyezetlen |
| John Boyle     | 78 kg       | Dzsigdzsidijn Mönhbat (MGL) · 3-1                    | Joseph Feeney (IRL) · 3-1     | kiesett                           | kiesett                  | kiesett           | kiesett           | helyezetlen |
| Hugh Williams  | 97 kg       | Sión Cóhen (PAN) · 1-3                               | Ahmet Ayık (TUR) · kétvállas  | Szaid Musztafov (BUL) · kétvállas | kiesett                  | kiesett           | kiesett           | helyezetlen |

## Cselgáncs
| Versenyző            | Versenyszám | Csoportkör                                                                          | Csoportkör | Negyeddöntő       | Elődöntő                | Döntő             | Helyezés |
| Versenyző            | Versenyszám | Ellenfél Eredmény                                                                   | Hely.      | Ellenfél Eredmény | Ellenfél Eredmény       | Ellenfél Eredmény | Helyezés |
| -------------------- | ----------- | ----------------------------------------------------------------------------------- | ---------- | ----------------- | ----------------------- | ----------------- | -------- |
| Brian Dalton         | Könnyűsúly  | 3. csoport · Szo Szangcshol (Seo Sang-cheol) (KOR) · GY · Oleg Sztyepanov (URS) · V | 2.         | kiesett           | kiesett                 | kiesett           | 9.       |
| Ronald Ford          | Könnyűsúly  | 7. csoport · Pak Cshongszam (Park Cheong-sam) (KOR) · V · André Bourreau (FRA) · V  | 3.         | kiesett           | kiesett                 | kiesett           | 19.      |
| Peter Paige          | Középsúly   | 2. csoport · James Bregman (USA) · V · Gabriel Goldschmied (MEX) · V                | 3.         | kiesett           | kiesett                 | kiesett           | 17.      |
| Theodore Boronovskis | Nyílt       | 2. csoport · John Ryan (IRL) · GY · Ali Hachicha (TUN) · GY                         | 1.         | erőnyerő          | Anton Geesink (NED) · V | kiesett           |          |

## Evezés
| Versenyző | Versenyszám              | Előfutam | Előfutam | Vigaszág | Vigaszág | Döntő   | Döntő   | Döntő   | Helyezés    |
| Versenyző | Versenyszám              | Idő      | Hely.    | Idő      | Hely.    | Típus   | Idő     | Hely.   | Helyezés    |
| --- | ------------------------ | -------- | -------- | -------- | -------- | ------- | ------- | ------- | ----------- |
| Peter Edwards | Egypárevezős             | 7:53,54  | 4.       | 7:37,64  | 2.       | B       | 7:30,06 | 3.      | 9.          |
| Barclay Wade Gary Pearce | Kétpárevezős             | 7:01,21  | 5.       | 7:07,12  | 4.       | kiesett | kiesett | kiesett | 13.         |
| Roger Ninham Robert Shirlaw | Kormányos nélküli kettes | 7:32,75  | 3.       | 7:39,18  | 3.       | B       | 7:12,18 | 3.      | 9.          |
| Bruce Richardson Neil Lodding Wayne Gammon (kormányos)                                                                                | Kormányos kettes         | 8:09,15  | 3.       | 7:37,53  | 2.       | B       | 7:32,54 | 3.      | 9.          |
| Richard Garrard Peter Gillon Simon Newcombe Anthony Walker                                                                            | Kormányos nélküli négyes | 7:03,40  | 4.       | 7:01,07  | 4.       | kiesett | kiesett | kiesett | helyezetlen |
| Gary Herford Alfred Duval Mick Allen John Campbell Alan Grover (kormányos)                                                            | Kormányos négyes         | 7:00,16  | 4.       | 7:17,06  | 3.       | B       | 6:48,45 | 4.      | 10.         |
| David Ramage David Boykett Terry Davies Robert Lachal Paul Guest Martin Tomanovits Brian Vear Graeme McCall Kevin Wickham (kormányos) | Nyolcas                  | 6:06,94  | 5.       | 6:06,24  | 3.       | B       | 6:02,21 | 2.      | 8.          |

## Gyeplabda
| Ausztrál férfi gyeplabdacsapat-játékoskeret                                                                         | Ausztrál férfi gyeplabdacsapat-játékoskeret                                                                |
| --- | --- |
| - Mervyn Crossman - Paul Dearing - Raymond Evans - Brian Glencross - Robin Hodder - John McBryde - Donald McWatters | - Patrick Nilan - Eric Pearce - Julian Pearce - Desmond Piper - Donald Smart - Antony Waters - Graham Wood |

### Eredmények
Csoportkör
A csoport
| Csapat               | M | Gy | D | V | G+ | G– | Gk  | P  |
| -------------------- | - | -- | - | - | -- | -- | --- | -- |
| Pakisztán (PAK)      | 6 | 6  | 0 | 0 | 17 | 3  | +14 | 12 |
| Ausztrália (AUS)     | 6 | 4  | 0 | 2 | 16 | 5  | +11 | 8  |
| Kenya (KEN)          | 6 | 3  | 1 | 2 | 7  | 9  | –2  | 7  |
| Japán (JPN)          | 6 | 3  | 0 | 3 | 6  | 6  | 0   | 6  |
| Nagy-Britannia (GBR) | 6 | 2  | 0 | 4 | 5  | 12 | –7  | 4  |
| Rodézia (RHO)        | 6 | 1  | 1 | 4 | 4  | 16 | –12 | 3  |
| Új-Zéland (NZL)      | 6 | 1  | 0 | 5 | 6  | 10 | –4  | 2  |

| 1964. október 11. 14:15 | Nagy-Britannia (GBR) | 0 – 7   | Ausztrália (AUS)                  |  |
| 1964. október 11. 14:15 |                      | (0 – 5) | McWatters 4 Piper Evans E. Pearce |  |

| 1964. október 12. 11:40 | Ausztrália (AUS)      | 3 – 0   | Rodézia (RHO) |  |
| 1964. október 12. 11:40 | E. Pearce 2 McWatters | (2 – 0) |               |  |

| 1964. október 13. 10:00 | Ausztrália (AUS)      | 3 – 1   | Japán (JPN) |  |
| 1964. október 13. 10:00 | McWatters Evans Smart | (1 – 0) | Júzaki      |  |

| 1964. október 15. 11:40 | Kenya (KEN)     | 1 – 0   | Ausztrália (AUS) |  |
| 1964. október 15. 11:40 | Edgar Fernandes | (1 – 0) |                  |  |

| 1964. október 16. 10:00 | Ausztrália (AUS) | 2 – 1   | Új-Zéland (NZL) |  |
| 1964. október 16. 10:00 | Hodder E. Pearce | (1 – 0) | Patterson       |  |

| 1964. október 19. 11:40 | Pakisztán (PAK)    | 2 – 1   | Ausztrália (AUS) |  |
| 1964. október 19. 11:40 | Hussain Atif Malik | (1 – 1) | Nilan            |  |

Elődöntő
| 1964. október 21. 13:55 | India (IND)           | 3 – 1   | Ausztrália (AUS) |  |
| 1964. október 21. 13:55 | Prithipal Singh 2 Lal | (3 – 1) | Nilan            |  |

Bronzmérkőzés
| 1964. október 23. 12:15 | Ausztrália (AUS)      | 3 – 2 (h. u.)  | Spanyolország (ESP) |  |
| 1964. október 23. 12:15 | E. Pearce 2 McWatters | (1 – 0, 1 – 2) | Macaya 2            |  |

| Csapat           | Helyezés |
| ---------------- | -------- |
| Ausztrália (AUS) |          |

## Kajak-kenu
Férfi
| Versenyző                                              | Versenyszám         | Előfutam | Előfutam | Vigaszág | Vigaszág | Elődöntő | Elődöntő | Döntő   | Döntő    |
| Versenyző                                              | Versenyszám         | Idő      | Hely.    | Idő      | Hely.    | Idő      | Hely.    | Idő     | Helyezés |
| ------------------------------------------------------ | ------------------- | -------- | -------- | -------- | -------- | -------- | -------- | ------- | -------- |
| Gordon Jeffery Adrian Powell                           | Kajak kettes 1000 m | 3:50,42  | 6.       | 3:51,19  | 1.       | 3:50,98  | 2.       | 3:44,52 | 8.       |
| Phillip Coles Dennis Green Dennis McGuire Barry Stuart | Kajak négyes 1000 m | 3:21,20  | 4.       | 3:22,75  | 1.       | 3:29,97  | 3.       | 3:21,69 | 9.       |
| Frederick Wasmer                                       | Kenu egyes 1000 m   | 5:26,80  | 6.       | 5:16,40  | 5.       |          |          | kiesett | kiesett  |
| Frederick Wasmer Victor Juricskay                      | Kenu kettes 1000 m  | 4:45,23  | 6.       | 5:04,05  | 6.       |          |          | kiesett | kiesett  |

Női
| Versenyző                  | Versenyszám        | Előfutam | Előfutam | Vigaszág | Vigaszág | Döntő   | Döntő    |
| Versenyző                  | Versenyszám        | Idő      | Hely.    | Idő      | Hely.    | Idő     | Helyezés |
| -------------------------- | ------------------ | -------- | -------- | -------- | -------- | ------- | -------- |
| Margaret Buck              | Kajak egyes 500 m  | 2:31,19  | 7.       | 2:21,00  | 7.       | kiesett | kiesett  |
| Margaret Buck Lynette Wagg | Kajak kettes 500 m | 2:08,43  | 4.       | 2:14,61  | 3.       | 2:10,70 | 9.       |

## Kerékpározás

### Országúti kerékpározás
| Versenyző             | Versenyszám   | Idő                   | Helyezés |
| --------------------- | ------------- | --------------------- | -------- |
| Raymond Bilney        | Mezőnyverseny | 4:39:51,74 (+0:00,11) | 4.       |
| Michael Hollingsworth | Mezőnyverseny | 4:39:51,74 (+0:00,11) | 14.      |
| David Humphreys       | Mezőnyverseny | 4:39:51,82 (+0:00,19) | 65.      |
| Malcolm McCredie      | Mezőnyverseny | 4:39:51,83 (+0:00,20) | 68.      |

### Pálya-kerékpározás
Sprintverseny
| Versenyző       | Versenyszám  | 1. forduló                                            | 1. forduló | Vigaszág selejtező          | Vigaszág selejtező | Vigaszág döntő               | Vigaszág döntő | Nyolcaddöntő                                     | Nyolcaddöntő | Vigaszág selejtező                                 | Vigaszág selejtező | Vigaszág döntő       | Vigaszág döntő | Negyeddöntő          | Elődöntő             | Döntő                | Helyezés    |
| Versenyző       | Versenyszám  | Ellenfelek Győztes idő                                | Hely.      | Ellenfél Győztes idő        | Hely.              | Ellenfél Győztes idő         | Hely.          | Ellenfelek Győztes idő                           | Hely.        | Ellenfelek Győztes idő                             | Hely.              | Ellenfél Győztes idő | Hely.          | Ellenfél Győztes idő | Ellenfél Győztes idő | Ellenfél Győztes idő | Helyezés    |
| --------------- | ------------ | ----------------------------------------------------- | ---------- | --------------------------- | ------------------ | ---------------------------- | -------------- | ------------------------------------------------ | ------------ | -------------------------------------------------- | ------------------ | -------------------- | -------------- | -------------------- | -------------------- | -------------------- | ----------- |
| Thomas Harrison | Férfi egyéni | Piet van der Touw (NED) · Habony Ferenc (HUN) · 11,60 | 1.         |                             |                    |                              |                | Patrick Sercu (BEL) · Roger Gibbon (TRI) · 11,43 | 2.           | Omar Phakadze (URS) · Szató Kacuhiko (JPN) · 11,70 | 2.                 | kiesett              | kiesett        | kiesett              | kiesett              | kiesett              | helyezetlen |
| Gordon Johnson  | Férfi egyéni | Mario Vanegas (COL) · Zbysław Zając (POL) · 12,09     | 2.         | Habony Ferenc (HUN) · 12,20 | 1.                 | Willi Fuggerer (EUA) · 11,52 | 2.             | kiesett                                          | kiesett      | kiesett                                            | kiesett            | kiesett              | kiesett        | kiesett              | kiesett              | kiesett              | helyezetlen |

Időfutam
| Versenyző     | Versenyszám  | Idő     | Helyezés |
| ------------- | ------------ | ------- | -------- |
| Richard Paris | Férfi egyéni | 1:13,27 | 16.      |

Tandem
| Versenyző                 | Versenyszám     | 1. forduló                                                    | Vigaszág selejtező   | Vigaszág selejtező | Vigaszág döntő         | Vigaszág döntő | Negyeddöntő                                                         | Elődöntő             | Döntő                | Helyezés |
| Versenyző                 | Versenyszám     | Ellenfél Győztes idő                                          | Ellenfél Győztes idő | Hely.              | Ellenfelek Győztes idő | Hely.          | Ellenfél Győztes idő                                                | Ellenfél Győztes idő | Ellenfél Győztes idő | Helyezés |
| ------------------------- | --------------- | ------------------------------------------------------------- | -------------------- | ------------------ | ---------------------- | -------------- | ------------------------------------------------------------------- | -------------------- | -------------------- | -------- |
| Joey Browne Daryl Perkins | Férfi kétüléses | Franciaország (FRA) · Daniel Morelon · Pierre Trentin · 10,81 |                      |                    |                        |                | Szovjetunió (URS) · Imants Bodnieks · Viktor Logunov · 10,58, 10,70 | kiesett              | kiesett              | 5.       |

Üldözőversenyek
| Versenyző                                                 | Versenyszám  | Selejtező                                                                                | Selejtező | Selejtező | Negyeddöntő                                                                                                   | Negyeddöntő | Negyeddöntő | Elődöntő                                                                                                 | Elődöntő  | Elődöntő | Döntő | Döntő     | Helyezés    |
| Versenyző                                                 | Versenyszám  | Ellenfél Idő                                                                             | Saját idő | Hely.     | Ellenfél Idő                                                                                                  | Saját idő   | Hely.       | Ellenfél Idő                                                                                             | Saját idő | Hely.    | Ellenfél Idő                                                                                             | Saját idő | Helyezés    |
| --------------------------------------------------------- | ------------ | ---------------------------------------------------------------------------------------- | --------- | --------- | --- | ----------- | ----------- | --- | --------- | -------- | --- | --------- | ----------- |
| Richard Hine                                              | Férfi egyéni | Herman Van Loo (BEL) · 5:07,22                                                           | 5:16,55   | 2.        | kiesett | kiesett     | kiesett     | kiesett                                                                                                  | kiesett   | kiesett  | kiesett                                                                                                  | kiesett   | helyezetlen |
| Robert Baird Kevin Brislin Victor Browne Henk Vogels, Sr. | Férfi csapat | Hollandia (NED) · Henk Cornelisse · Gerard Koel · Jaap Oudkerk · Cor Schuuring · 4:45,33 | 4:44,90   | 1.        | Argentína (ARG) · Carlos Alberto Álvarez · Ernesto Contreras · Juan Alberto Merlos · Alberto Trillo · 4:45,74 | 4:41,58     | 1.          | Egyesült Német Csapat (EUA) · Lothar Claesges · Karl Heinz Henrichs · Karl Link · Ernst Streng · 4:38,19 | 4:40,28   | 2.       | Bronzmérkőzés · Hollandia (NED) · Henk Cornelisse · Gerard Koel · Jaap Oudkerk · Cor Schuuring · 4:38,99 | 4:39,42   | 4.          |

## Kosárlabda
| Ausztrál férfi kosárlabdacsapat-játékoskeret                                             | Ausztrál férfi kosárlabdacsapat-játékoskeret                                            |
| ---------------------------------------------------------------------------------------- | --------------------------------------------------------------------------------------- |
| - Ken Cole - Mike Dancis - Scott Davie - John Gardiner - Lindsay Gaze - Brendon Hackwill | - John Heard - Hódy László - Werner Linde - Michael Ah Matt - Carl Rodwell - Bill Wyatt |

### Eredmények
Csoportkör
B csoport
| Csapat                 | M | Gy | V | P+  | P–  | Pk   |
| ---------------------- | - | -- | - | --- | --- | ---- |
| Egyesült Államok (USA) | 7 | 7  | 0 | 569 | 333 | +236 |
| Brazília (BRA)         | 7 | 5  | 2 | 473 | 452 | +21  |
| Jugoszlávia (YUG)      | 7 | 5  | 2 | 529 | 453 | +76  |
| Uruguay (URU)          | 7 | 4  | 3 | 472 | 482 | –10  |
| Finnország (FIN)       | 7 | 3  | 4 | 409 | 475 | –66  |
| Ausztrália (AUS)       | 7 | 2  | 5 | 434 | 460 | –26  |
| Peru (PER)             | 7 | 2  | 5 | 431 | 453 | –22  |
| Dél-Korea (KOR)        | 7 | 0  | 7 | 432 | 641 | –209 |

| 1964. október 11. 20:30 | Egyesült Államok (USA) | 78 – 45 | Ausztrália (AUS) |  |
| 1964. október 11. 20:30 | (36–20)                |         |                  |  |

| 1964. október 12. 17:30 | Ausztrália (AUS) | 81 – 62 | Peru (PER) |  |
| 1964. október 12. 17:30 | (47–33)          |         |            |  |

| 1964. október 13. 17:30 | Jugoszlávia (YUG) | 74 – 70 | Ausztrália (AUS) |  |
| 1964. október 13. 17:30 | (33–32)           |         |                  |  |

| 1964. október 14. 19:00 | Ausztrália (AUS) | 65 – 58 | Dél-Korea (KOR) |  |
| 1964. október 14. 19:00 | (31–19)          |         |                 |  |

| 1964. október 16. 9:00 | Finnország (FIN) | 61 – 59 | Ausztrália (AUS) |  |
| 1964. október 16. 9:00 | (31–26)          |         |                  |  |

| 1964. október 17. 20:30 | Uruguay (URU) | 58 – 57 | Ausztrália (AUS) |  |
| 1964. október 17. 20:30 | (30–29)       |         |                  |  |

| 1964. október 18. 17:30 | Brazília (BRA) | 69 – 57 | Ausztrália (AUS) |  |
| 1964. október 18. 17:30 | (28–24)        |         |                  |  |

A 9–12. helyért
| 1964. október 21. 14:00 | Ausztrália (AUS) | 70 – 58 | Mexikó (MEX) |  |
| 1964. október 21. 14:00 | (33–25)          |         |              |  |

A 9. helyért
| 1964. október 23. 15:30 | Ausztrália (AUS) | 64 – 57 | Japán (JPN) |  |
| 1964. október 23. 15:30 | (30–29)          |         |             |  |

| Csapat           | Helyezés |
| ---------------- | -------- |
| Ausztrália (AUS) | 9.       |

## Lovaglás
Díjugratás
| Versenyző                                | Ló                            | Versenyszám | 1. forduló | 1. forduló | 2. forduló | 2. forduló | Összesen | Összesen |
| Versenyző                                | Ló                            | Versenyszám | Pont       | Hely.      | Pont       | Hely.      | Pont     | Helyezés |
| ---------------------------------------- | ----------------------------- | ----------- | ---------- | ---------- | ---------- | ---------- | -------- | -------- |
| Kevin Bacon                              | Ocean Foam                    | Egyéni      | 29,50      | 32.        | 24,00      | 31.        | 53,50    | 30.      |
| John Fahey                               | Bonvale                       | Egyéni      | 8,00       | 1.         | 8,00       | 3.         | 16,00    | 4.       |
| Bridget MacIntyre                        | Coronation                    | Egyéni      | 16,00      | 13.        | 23,50      | 29.        | 39,50    | 24.      |
| Kevin Bacon John Fahey Bridget MacIntyre | Ocean Foam Bonvale Coronation | Csapat      | 53,50      | 5.         | 55,50      | 7.         | 109,00   | 7.       |

Lovastusa
| Versenyző                               | Ló                               | Versenyszám | Díjlovaglás | Díjlovaglás | Tereplovaglás | Tereplovaglás | Díjugratás    | Díjugratás    | Végeredmény | Végeredmény |
| Versenyző                               | Ló                               | Versenyszám | Bünt.       | Hely.       | Bünt.         | Hely.         | Bünt.         | Hely.         | Bünt.       | Helyezés    |
| --------------------------------------- | -------------------------------- | ----------- | ----------- | ----------- | ------------- | ------------- | ------------- | ------------- | ----------- | ----------- |
| Brien Cobcroft                          | Stony Crossing                   | Egyéni      | -100,00     | 48.         | 118,40        | 1.            | -10,00        | 13.           | 8,40        | 13.         |
| John Kelly                              | Brigalow                         | Egyéni      | -64,67      | 30.         | -13,20        | 30.           | -30,00        | 26.           | -107,87     | 30.         |
| Neale Lavis                             | Mirrabooka                       | Egyéni      | -58,33      | 20.         | 15,20         | 26.           | nem ért célba | nem ért célba | kiesett     | kiesett     |
| Bill Roycroft                           | Eldorado                         | Egyéni      | -65,00      | 31.         | 97,20         | 8.            | 0,00          | 1.            | 32,20       | 7.          |
| Brien Cobcroft John Kelly Bill Roycroft | Stony Crossing Brigalow Eldorado | Csapat      | -188,00     | 9.          | 230,80        | 5.            | -40,00        | 5.            | -67,27      | 7.          |

## Műugrás
Női
| Versenyző      | Versenyszám        | Selejtező | Selejtező | Döntő   | Döntő    |
| Versenyző      | Versenyszám        | Pont      | Helyezés  | Pont    | Helyezés |
| -------------- | ------------------ | --------- | --------- | ------- | -------- |
| Robyn Bradshaw | Egyéni műugrás     | 77,64     | 13.       | kiesett | kiesett  |
| Robyn Bradshaw | Egyéni toronyugrás | 46,58     | 12.       | 88,16   | 9.       |
| Susan Knight   | Egyéni toronyugrás | 41,84     | 20.       | kiesett | kiesett  |
| Susan Knight   | Egyéni műugrás     | 76,76     | 14.       | kiesett | kiesett  |

## Ökölvívás
| Versenyző       | Versenyszám   | Selejtező         | 32-es főtábla                            | Nyolcaddöntő                     | Negyeddöntő                 | Elődöntő          | Döntő             | Helyezés |
| Versenyző       | Versenyszám   | Ellenfél Eredmény | Ellenfél Eredmény                        | Ellenfél Eredmény                | Ellenfél Eredmény           | Ellenfél Eredmény | Ellenfél Eredmény | Helyezés |
| --------------- | ------------- | ----------------- | ---------------------------------------- | -------------------------------- | --------------------------- | ----------------- | ----------------- | -------- |
| Darryl Norwood  | Légsúly       |                   | Luis Romo (ARG) · KO                     | Fernando Atzori (ITA) · 0-5      | kiesett                     | kiesett           | kiesett           | 9.       |
| William Booth   | Harmatsúly    |                   | Fermin Espinosa (CUB) · RSC              | kiesett                          | kiesett                     | kiesett           | kiesett           | 17.      |
| Randall Hope    | Pehelysúly    |                   | Charles Brown (USA) · 0-5                | kiesett                          | kiesett                     | kiesett           | kiesett           | 17.      |
| Adrian Blair    | Könnyűsúly    | erőnyerő          | Vang Csi-csu (Wang Chee-Chu) (ROC) · RSC | Vilikton Barannyikov (URS) · 0-5 | kiesett                     | kiesett           | kiesett           | 9.       |
| Julian Rossi    | Kisváltósúly  | erőnyerő          | Richard McTaggart (GBR) · 0-5            | kiesett                          | kiesett                     | kiesett           | kiesett           | 17.      |
| Francis Roberts | Váltósúly     |                   | Pertti Purhonen (FIN) · 0-5              | kiesett                          | kiesett                     | kiesett           | kiesett           | 17.      |
| Anthony Barber  | Nagyváltósúly |                   | erőnyerő                                 | Félix Ocampo (PHI) · 5-0         | Joseph Gonzales (FRA) · RSC | kiesett           | kiesett           | 5.       |
| John Bukowski   | Középsúly     |                   | Tadeusz Walasek (POL) · 0-5              | kiesett                          | kiesett                     | kiesett           | kiesett           | 17.      |
| Frederick Casey | Félnehézsúly  |                   | Firmin N'Guia (CIV) · 2-3                | kiesett                          | kiesett                     | kiesett           | kiesett           | 17.      |
| Athol McQueen   | Nehézsúly     |                   |                                          | Marujama Tadajuki (JPN) · 5-0    | Joe Frazier (USA) · RSC     | kiesett           | kiesett           | 5.       |

## Öttusa
| Versenyző                               | Versenyszám | Lovaglás | Lovaglás | Lovaglás | Vívás    | Vívás | Vívás | Lövészet | Lövészet | Lövészet | Úszás  | Úszás | Úszás | Futás   | Futás | Futás | Összesen    | Összesen |
| Versenyző                               | Versenyszám | Idő      | Pont     | Hely.    | Eredmény | Pont  | Hely. | Pontszám | Pont     | Hely.    | Idő    | Pont  | Hely. | Idő     | Pont  | Hely. | Összes pont | Helyezés |
| --------------------------------------- | ----------- | -------- | -------- | -------- | -------- | ----- | ----- | -------- | -------- | -------- | ------ | ----- | ----- | ------- | ----- | ----- | ----------- | -------- |
| Peter Macken                            | Egyéni      | 3:17,1   | 1100     | 9.       | 17–19    | 640   | 21.   | 196      | 1020     | 4.       | 3:53,1 | 1035  | 8.    | 14:16,6 | 1132  | 3.    | 4897        | 4.       |
| Donald McMiken                          | Egyéni      | 3:24,3   | 1070     | 21.      | 16–20    | 604   | 27.   | 195      | 1000     | 7.       | 4:08,1 | 960   | 22.   | 15:34,2 | 898   | 23.   | 4562        | 18.      |
| Duncan Page                             | Egyéni      | 3:32,8   | 1040     | 31.      | 15–21    | 568   | 28.   | 188      | 860      | 20.      | 4:01,7 | 995   | 14.   | 15:59,9 | 823   | 28.   | 4286        | 27.      |
| Peter Macken Donald McMiken Duncan Page | Csapat      |          | 3210     | 5.       |          | 1770  | 7.    |          | 2880     | 2.       |        | 2990  | 4.    |         | 2853  | 7.    | 13703       | 5.       |

## Sportlövészet
Férfi
| Versenyző       | Versenyszám           | Pont | Helyezés |
| --------------- | --------------------- | ---- | -------- |
| Tibor Gonczol   | Gyorstüzelő pisztoly  | 581  | 20.      |
| Michael Papps   | Gyorstüzelő pisztoly  | 582  | 19.      |
| Leslie Coffey   | Szabadpisztoly        | 508  | 45.      |
| Rodney Johnson  | Szabadpisztoly        | 521  | 38.      |
| James Kirkwood  | Sportpuska, fekvő     | 589  | 26.      |
| Norman Rule     | Sportpuska, fekvő     | 590  | 22.      |
| John Murphy     | Sportpuska, összetett | 1104 | 35.      |
| Donald Tolhurst | Sportpuska, összetett | 1141 | 10.      |

## Súlyemelés
| Versenyző         | Versenyszám | Nyomás   | Nyomás   | Szakítás | Szakítás | Lökés    | Lökés    | Összesen | Helyezés |
| Versenyző         | Versenyszám | Eredmény | Helyezés | Eredmény | Helyezés | Eredmény | Helyezés | Összesen | Helyezés |
| ----------------- | ----------- | -------- | -------- | -------- | -------- | -------- | -------- | -------- | -------- |
| Sam Coffa         | 56 kg       | 82,5     | 23.      | 82,5     | 23.      | 110,0    | 22.      | 275,0    | 22.      |
| Gerald Hay        | 56 kg       | 80,0     | 24.      | 95,0     | 12.      | 115,0    | 21.      | 290,0    | 21.      |
| Antonio Marguccio | 60 kg       | 87,5     | 22.      | 95,0     | 15.      | 125,0    | 16.      | 307,5    | 19.      |
| Joseph Haydar     | 75 kg       | 112,5    | 18.      | 115,0    | 15.      | 147,5    | 16.      | 375,0    | 16.      |
| George Vakakis    | 82,5 kg     | 127,5    | 15.      | 125,0    | 14.      | 152,5    | 17.      | 405,0    | 17.      |
| Graeme Hall       | 90 kg       | 130,0    | 15.      | 115,0    | 17.      | 145,0    | 17.      | 390,0    | 16.      |
| Arthur Shannos    | +90 kg      | 150,0    | 17.      | 130,0    | 13.      | 185,0    | 8.       | 465,0    | 13.      |

## Torna
Férfi
| Versenyző                                                                        | Versenyszám      | Selejtező | Selejtező | Döntő    | Döntő    |
| Versenyző                                                                        | Versenyszám      | Pontszám  | Helyezés  | Pontszám | Helyezés |
| -------------------------------------------------------------------------------- | ---------------- | --------- | --------- | -------- | -------- |
| Graham Bond                                                                      | Talaj            | 17,15     | 108.      | kiesett  | kiesett  |
| Graham Bond                                                                      | Ugrás            | 18,35     | 103.      | kiesett  | kiesett  |
| Graham Bond                                                                      | Korlát           | 18,10     | 87.       | kiesett  | kiesett  |
| Graham Bond                                                                      | Nyújtó           | 17,35     | 94.       | kiesett  | kiesett  |
| Graham Bond                                                                      | Gyűrű            | 16,05     | 114.      | kiesett  | kiesett  |
| Graham Bond                                                                      | Lólengés         | 17,05     | 96.       | kiesett  | kiesett  |
| Graham Bond                                                                      | Egyéni összetett |           |           | 104,05   | 100.*    |
| Barry Cheales                                                                    | Talaj            | 17,05     | 111.      | kiesett  | kiesett  |
| Barry Cheales                                                                    | Ugrás            | 18,25     | 106.      | kiesett  | kiesett  |
| Barry Cheales                                                                    | Korlát           | 17,50     | 104.      | kiesett  | kiesett  |
| Barry Cheales                                                                    | Nyújtó           | 17,30     | 98.       | kiesett  | kiesett  |
| Barry Cheales                                                                    | Gyűrű            | 14,50     | 121.      | kiesett  | kiesett  |
| Barry Cheales                                                                    | Lólengés         | 14,30     | 117.      | kiesett  | kiesett  |
| Barry Cheales                                                                    | Egyéni összetett |           |           | 98,90    | 113.     |
| Marc Faulks                                                                      | Talaj            | 17,25     | 104.      | kiesett  | kiesett  |
| Marc Faulks                                                                      | Ugrás            | 17,70     | 120.      | kiesett  | kiesett  |
| Marc Faulks                                                                      | Korlát           | 17,60     | 101.      | kiesett  | kiesett  |
| Marc Faulks                                                                      | Nyújtó           | 17,00     | 108.      | kiesett  | kiesett  |
| Marc Faulks                                                                      | Gyűrű            | 15,25     | 117.      | kiesett  | kiesett  |
| Marc Faulks                                                                      | Lólengés         | 15,90     | 106.      | kiesett  | kiesett  |
| Marc Faulks                                                                      | Egyéni összetett |           |           | 100,70   | 108.     |
| Doug MacLennan                                                                   | Talaj            | 17,20     | 105.      | kiesett  | kiesett  |
| Doug MacLennan                                                                   | Ugrás            | 17,85     | 116.      | kiesett  | kiesett  |
| Doug MacLennan                                                                   | Korlát           | 16,20     | 121.      | kiesett  | kiesett  |
| Doug MacLennan                                                                   | Nyújtó           | 15,30     | 115.      | kiesett  | kiesett  |
| Doug MacLennan                                                                   | Gyűrű            | 16,35     | 108.      | kiesett  | kiesett  |
| Doug MacLennan                                                                   | Lólengés         | 16,55     | 105.      | kiesett  | kiesett  |
| Doug MacLennan                                                                   | Egyéni összetett |           |           | 99,45    | 111.     |
| Benjamin de Roo                                                                  | Talaj            | 16,80     | 113.      | kiesett  | kiesett  |
| Benjamin de Roo                                                                  | Ugrás            | 18,55     | 86.       | kiesett  | kiesett  |
| Benjamin de Roo                                                                  | Korlát           | 16,95     | 115.      | kiesett  | kiesett  |
| Benjamin de Roo                                                                  | Nyújtó           | 15,15     | 118.      | kiesett  | kiesett  |
| Benjamin de Roo                                                                  | Gyűrű            | 16,20     | 111.      | kiesett  | kiesett  |
| Benjamin de Roo                                                                  | Lólengés         | 15,85     | 107.      | kiesett  | kiesett  |
| Benjamin de Roo                                                                  | Egyéni összetett |           |           | 99,50    | 110.     |
| Ted Trainer                                                                      | Talaj            | 17,30     | 103.      | kiesett  | kiesett  |
| Ted Trainer                                                                      | Ugrás            | 18,40     | 100.      | kiesett  | kiesett  |
| Ted Trainer                                                                      | Korlát           | 17,05     | 113.      | kiesett  | kiesett  |
| Ted Trainer                                                                      | Nyújtó           | 17,05     | 105.      | kiesett  | kiesett  |
| Ted Trainer                                                                      | Gyűrű            | 14,60     | 119.      | kiesett  | kiesett  |
| Ted Trainer                                                                      | Lólengés         | 17,45     | 89.       | kiesett  | kiesett  |
| Ted Trainer                                                                      | Egyéni összetett |           |           | 101,85   | 105.     |
| Graham Bond Barry Cheales Marc Faulks Doug MacLennan Benjamin de Roo Ted Trainer | Csapat összetett |           |           | 512,00   | 16.      |

Női
| Versenyző                                                                | Versenyszám      | Selejtező | Selejtező | Döntő    | Döntő    |
| Versenyző                                                                | Versenyszám      | Pontszám  | Helyezés  | Pontszám | Helyezés |
| ------------------------------------------------------------------------ | ---------------- | --------- | --------- | -------- | -------- |
| Jan Bedford                                                              | Talaj            | 17,949    | 62.       | kiesett  | kiesett  |
| Jan Bedford                                                              | Ugrás            | 17,033    | 78.       | kiesett  | kiesett  |
| Jan Bedford                                                              | Felemás korlát   | 15,966    | 78.       | kiesett  | kiesett  |
| Jan Bedford                                                              | Gerenda          | 18,033    | 62.       | kiesett  | kiesett  |
| Jan Bedford                                                              | Egyéni összetett |           |           | 68,981   | 74.      |
| Val Buffham-Norris                                                       | Talaj            | 17,700    | 66.       | kiesett  | kiesett  |
| Val Buffham-Norris                                                       | Ugrás            | 18,199    | 62.       | kiesett  | kiesett  |
| Val Buffham-Norris                                                       | Felemás korlát   | 16,432    | 73.       | kiesett  | kiesett  |
| Val Buffham-Norris                                                       | Gerenda          | 17,099    | 75.       | kiesett  | kiesett  |
| Val Buffham-Norris                                                       | Egyéni összetett |           |           | 69,430   | 70.      |
| Barbara Cage                                                             | Talaj            | 17,399    | 78.       | kiesett  | kiesett  |
| Barbara Cage                                                             | Ugrás            | 17,066    | 77.       | kiesett  | kiesett  |
| Barbara Cage                                                             | Felemás korlát   | 14,999    | 80.       | kiesett  | kiesett  |
| Barbara Cage                                                             | Gerenda          | 15,466    | 80.       | kiesett  | kiesett  |
| Barbara Cage                                                             | Egyéni összetett |           |           | 64,930   | 79.      |
| Barbara Fletcher                                                         | Talaj            | 17,632    | 69.       | kiesett  | kiesett  |
| Barbara Fletcher                                                         | Ugrás            | 16,966    | 79.       | kiesett  | kiesett  |
| Barbara Fletcher                                                         | Felemás korlát   | 16,833    | 67.       | kiesett  | kiesett  |
| Barbara Fletcher                                                         | Gerenda          | 18,199    | 55.       | kiesett  | kiesett  |
| Barbara Fletcher                                                         | Egyéni összetett |           |           | 69,630   | 69.      |
| Val Roberts                                                              | Talaj            | 17,466    | 75.       | kiesett  | kiesett  |
| Val Roberts                                                              | Ugrás            | 17,399    | 75.       | kiesett  | kiesett  |
| Val Roberts                                                              | Felemás korlát   | 16,466    | 72.       | kiesett  | kiesett  |
| Val Roberts                                                              | Gerenda          | 17,933    | 66.       | kiesett  | kiesett  |
| Val Roberts                                                              | Egyéni összetett |           |           | 69,264   | 72.      |
| Jan Bedford Val Buffham-Norris Barbara Cage Barbara Fletcher Val Roberts | Csapat összetett |           |           | 342,235  | 10.      |

* - egy másik versenyzővel azonos eredményt ért el

## Úszás
Férfi
| Versenyző                                                             | Versenyszám            | Előfutam | Előfutam | Előfutam | Elődöntő | Elődöntő | Elődöntő | Döntő   | Döntő    |
| Versenyző                                                             | Versenyszám            | Idő      | Hely.    | Össz.    | Idő      | Hely.    | Össz.    | Idő     | Helyezés |
| --------------------------------------------------------------------- | ---------------------- | -------- | -------- | -------- | -------- | -------- | -------- | ------- | -------- |
| David Dickson                                                         | 100 m gyors            | 55,1     | 2.       | 5.*      | 54,9     | 4.       | 9.       | kiesett | kiesett  |
| Peter Phelps                                                          | 100 m gyors            | 56,1     | 2.       | 26.*     | kiesett  | kiesett  | kiesett  | kiesett | kiesett  |
| John Ryan                                                             | 100 m gyors            | 55,5     | 3.       | 11.**    | 56,5     | 8.       | 23.*     | kiesett | kiesett  |
| Russell Phegan                                                        | 400 m gyors            | 4:19,8   | 1.       | 5.       |          |          |          | 4:20,2  | 7.       |
| Russell Phegan                                                        | 1500 m gyors           | 17:28,9  | 2.       | 6.       |          |          |          | 17:22,4 | 5.       |
| Bob Windle                                                            | 1500 m gyors           | 17:15,9  | 1.       | 1.       |          |          |          | 17:01,7 |          |
| Bob Windle                                                            | 400 m gyors            | 4:21,6   | 1.       | 9.       |          |          |          | kiesett | kiesett  |
| Allan Wood                                                            | 400 m gyors            | 4:16,2   | 2.       | 2.       |          |          |          | 4:15,1  |          |
| Allan Wood                                                            | 1500 m gyors           | 17:26,3  | 1.       | 3.       |          |          |          | 17:07,7 |          |
| John Byrom                                                            | 200 m hát              | 2:27,0   | 5.       | 29.      | kiesett  | kiesett  | kiesett  | kiesett | kiesett  |
| Peter Reynolds                                                        | 200 m hát              | 2:15,9   | 2.       | 4.       | 2:15,6   | 4.       | 6.       | 2:16,6  | 8.       |
| Ian O'Brien                                                           | 200 m mell             | 2:31,4   | 1.       | 4.       | 2:28,7   | 1.       | 1.       | 2:27,8  |          |
| Peter Tonkin                                                          | 200 m mell             | 2:39,3   | 4.       | 17.      | kiesett  | kiesett  | kiesett  | kiesett | kiesett  |
| John Oravainen                                                        | 200 m mell             | 2:38,7   | 4.       | 16.      | 2:39,6   | 7.       | 15.      | kiesett | kiesett  |
| John Oravainen                                                        | 400 m vegyes           | 5:07,0   | 3.       | 12.      |          |          |          | kiesett | kiesett  |
| Fleming Alexander                                                     | 400 m vegyes           | 5:10,8   | 4.       | 17.      |          |          |          | kiesett | kiesett  |
| Terry Buck                                                            | 400 m vegyes           | 5:02,5   | 3.       | 6.       |          |          |          | 5:03,0  | 8.       |
| Kevin Berry                                                           | 200 m pillangó         | 2:11,0   | 1.       | 2.       | 2:09,8   | 1.       | 2.       | 2:06,6  |          |
| Brett Hill                                                            | 200 m pillangó         | 2:12,8   | 1.       | 5.       | 2:11,9   | 3.       | 5.       | 2:12,8  | 7.       |
| John Stark                                                            | 200 m pillangó         | 2:15,3   | 2.       | 11.      | 2:18,4   | 8.       | 16.      | kiesett | kiesett  |
| David Dickson Peter Doak John Ryan Bob Windle                         | 4 × 100 m gyorsváltó   | 3:40,6   | 1.       | 2.       |          |          |          | 3:39,1  |          |
| David Dickson Allan Wood Peter Doak Bob Windle John Konrads John Ryan | 4 × 200 m gyorsváltó   | 8:18,3   | 4.       | 8.       |          |          |          | 8:05,7  | 4.       |
| Peter Reynolds Ian O'Brien Kevin Berry David Dickson Peter Tonkin     | 4 × 100 m vegyes váltó | 4:11,4   | 4.       | 7.       |          |          |          | 4:02,3  |          |

Női
| Versenyző                                                     | Versenyszám            | Előfutam | Előfutam | Előfutam | Elődöntő | Elődöntő | Elődöntő | Döntő   | Döntő    |
| Versenyző                                                     | Versenyszám            | Idő      | Hely.    | Össz.    | Idő      | Hely.    | Össz.    | Idő     | Helyezés |
| ------------------------------------------------------------- | ---------------------- | -------- | -------- | -------- | -------- | -------- | -------- | ------- | -------- |
| Lynette Bell                                                  | 100 m gyors            | 1:02,4   | 2.       | 5.       | 1:02,3   | 3.       | 4.*      | 1:02,7  | 8.       |
| Robyn Thorn                                                   | 100 m gyors            | 1:03,7   | 2.       | 15.*     | 1:03,9   | 8.       | 14.*     | kiesett | kiesett  |
| Dawn Fraser                                                   | 100 m gyors            | 1:00,6   | 1.       | .        | 1:02,5   | 3.       | 7.       | 1:00,8  |          |
| Dawn Fraser                                                   | 400 m gyors            | 4:52,2   | 2.       | 5.       |          |          |          | 4:47,6  | 4.       |
| Kim Herford                                                   | 400 m gyors            | 4:49,8   | 1.       | 4.       |          |          |          | 4:52,9  | 7.       |
| Nanette Duncan                                                | 400 m gyors            | 4:55,2   | 2.       | 9.       |          |          |          | kiesett | kiesett  |
| Nanette Duncan                                                | 100 m hát              | 1:12,4   | 6.       | 21.      |          |          |          | kiesett | kiesett  |
| Marlene Dayman                                                | 100 m hát              | 1:12,9   | 6.       | 23.      |          |          |          | kiesett | kiesett  |
| Belinda Woosley                                               | 100 m hát              | 1:15,3   | 6.       | 28.      |          |          |          | kiesett | kiesett  |
| Christine Barnetson                                           | 200 m mell             | kizárták | kizárták | kizárták |          |          |          | kiesett | kiesett  |
| Marguerite Ruygrok                                            | 200 m mell             | 2:53,1   | 2.       | 9.       |          |          |          | kiesett | kiesett  |
| Linda McGill                                                  | 200 m mell             | 2:59,4   | 6.       | 20.      |          |          |          | kiesett | kiesett  |
| Linda McGill                                                  | 100 m pillangó         | 1:11,7   | 5.       | 22.      | kiesett  | kiesett  | kiesett  | kiesett | kiesett  |
| Linda McGill                                                  | 400 m vegyes           | 5:38,3   | 3.       | 8.       |          |          |          | 5:28,4  | 5.       |
| Jane Cortis                                                   | 400 m vegyes           | 5:43,6   | 5.       | 15.      |          |          |          | kiesett | kiesett  |
| Gillian de Greenlaw                                           | 100 m pillangó         | 1:14,8   | 6.       | 28.      | kiesett  | kiesett  | kiesett  | kiesett | kiesett  |
| Jan Turner                                                    | 100 m pillangó         | 1:14,4   | 6.       | 27.      | kiesett  | kiesett  | kiesett  | kiesett | kiesett  |
| Robyn Thorn Janice Murphy Lynette Bell Dawn Fraser Jan Turner | 4 × 100 m gyorsváltó   | 4:11,8   | 1.       | 1.       |          |          |          | 4:06,9  |          |
| Nanette Duncan Marguerite Ruygrok Linda McGill Dawn Fraser    | 4 × 100 m vegyes váltó | 4:52,3   | 4.       | 9.       |          |          |          | kiesett | kiesett  |

* - egy másik versenyzővel azonos időt ért el

** - két másik versenyzővel azonos időt ért el

## Vitorlázás
Nyílt
| Versenyző                                      | Versenyszám     | Futam | Futam | Futam | Futam | Futam | Futam | Futam | Pontszám | Helyezés |
| Versenyző                                      | Versenyszám     | 1     | 2     | 3     | 4     | 5     | 6     | 7     | Pontszám | Helyezés |
| ---------------------------------------------- | --------------- | ----- | ----- | ----- | ----- | ----- | ----- | ----- | -------- | -------- |
| Colin Ryrie                                    | Finn dingi      | 1142  | (277) | 1620  | 443   | 578   | 1017  | 473   | 5273     | 6.       |
| Thomas Owens Martinus Visser                   | Csillaghajó     | 428   | 127   | (101) | 331   | 632   | 486   | 252   | 2256     | 10.      |
| John Dawe Ian Winter                           | Repülő hollandi | 309   | 821   | (101) | 578   | 101   | 101   | 469   | 2379     | 14.      |
| William Northam Peter O’Donnell James Sargeant | 5,5 méteres     | 1277  | 499   | 976   | 1277  | (101) | 1277  | 675   | 5981     |          |
| John Coon Graham Drane Ian Quartermain         | Sárkányhajó     | 508   | 384   | 685   | (101) | 421   | 384   | 861   | 3243     | 12.      |

## Vívás
Férfi
| Versenyző                                                                        | Versenyszám       | Csoportkör | Csoportkör | Csoportkör | Csoportkör | Elődöntő                    | Elődöntő          | Elődöntő          | Döntő             | Helyezés    |
| Versenyző                                                                        | Versenyszám       | 1. kör | 1. kör     | 2. kör | 2. kör     | 3. kör                      | 4. kör            | 5. kör            | Döntő             | Helyezés    |
| Versenyző                                                                        | Versenyszám       | Ellenfél Eredmény | Hely.      | Ellenfél Eredmény | Hely.      | Ellenfél Eredmény           | Ellenfél Eredmény | Ellenfél Eredmény | Ellenfél Eredmény | Helyezés    |
| -------------------------------------------------------------------------------- | ----------------- | --- | ---------- | --- | ---------- | --------------------------- | ----------------- | ----------------- | ----------------- | ----------- |
| Ivan Lund                                                                        | Tőr, egyéni       | B. csoport · Moustafa Soheim (RAU) · 3-5 · Ryszard Parulski (POL) · 3-5 · Ókava Heizaburó (JPN) · 1-5 · Mario Curletto (ITA) · 3-5 · Enrique Penabella (CUB) · 4-5 | 6.         | kiesett | kiesett    | kiesett                     | kiesett           | kiesett           | kiesett           | helyezetlen |
| Brian McCowage                                                                   | Tőr, egyéni       | H. csoport · Haukler István (ROU) · 3-5 · Witold Woyda (POL) · 2-5 · Pasquale La Ragione (ITA) · 2-5 · Tim Gerresheim (EUA) · 3-5 · Dibier Tamayo (COL) · 5-3 · Ronnie Theseira (MAS) · 5-1                                                                                     | 5.         | kiesett | kiesett    | kiesett                     | kiesett           | kiesett           | kiesett           | helyezetlen |
| David McKenzie                                                                   | Tőr, egyéni       | A. csoport · German Szvesnyikov (URS) · 2-5 · Jean-Claude Magnan (FRA) · 2-5 · Mohamed Gamil El-Kalyoubi (RAU) · 1-5 · Herbert Cohen (USA) · 5-3 · Han Mjongszok (Han Myeong-seok) (KOR) · 5-0 · Rájátszás: · Mohamed Gamil El-Kalyoubi (RAU) · 3-5 · Herbert Cohen (USA) · 5-2 | 5.         | kiesett | kiesett    | kiesett                     | kiesett           | kiesett           | kiesett           | helyezetlen |
| Russell Hobby                                                                    | Párbajtőr, egyéni | G. csoport · Tabucsi Kazuhiko (JPN) · 1-5 · Jacques Guittet (FRA) · 3-5 · Michel Steininger (SUI) · 1-5 · David Micahnik (USA) · 3-5 · Kausz István (HUN) · 5-2 · Sergio Jimenez (CHI) · 5-5 · Emilio Echeverry (COL) · 5-4                                                     | 6.         | kiesett | kiesett    | kiesett                     | kiesett           | kiesett           | kiesett           | helyezetlen |
| John Humphreys                                                                   | Párbajtőr, egyéni | A. csoport · Hans Lagerwall (SWE) · 2-5 · Bruno Habārovs (URS) · 2-5 · Claudio Polledri (SUI) · 4-5 · Roland Losert (AUT) · 5-4 · Zelmar Casco (ARG) · 5-4 · Kim Mansik (Kim Man-sig) (KOR) · 5-2 · Ronnie Theseira (MAS) · 5-2                                                 | 5.         | F. csoport · Henryk Nielaba (POL) · 2-5 · Franz Rompza (EUA) · 1-5 · Walter Bar (SUI) · 4-5 · Allan Jay (GBR) · 5-2 · Paul Pesthy (USA) · 5-4 · Rájátszás: · Allan Jay (GBR) · 5-3 | 4.         | Henryk Nielaba (POL) · 5-10 | kiesett           | kiesett           | kiesett           | 17.         |
| Ivan Lund                                                                        | Párbajtőr, egyéni | F. csoport · Franz Rompza (EUA) · 4-5 · Kulcsár Győző (HUN) · 2-5 · Marcus Leyrer (AUT) · 2-5 · Giuseppe Delfino (ITA) · 5-4 · Allan Jay (GBR) · 5-0 · Ernesto Sastre (COL) · 5-2 · Robert Foxcroft (CAN) · 2-5 · Rájátszás: · Marcus Leyrer (AUT) · 5-5                        | 6.         | kiesett | kiesett    | kiesett                     | kiesett           | kiesett           | kiesett           | helyezetlen |
| Alexander Martonffy                                                              | Kard, egyéni      | G. csoport · Kovács Attila (HUN) · 1-5 · Claude Arabo (FRA) · 2-5 · Ralph Cooperman (GBR) · 1-5 · Yves Brasseur (BEL) · 3-5 · Enrique Penabella (CUB) · 5-3 · Juan Carlos Frecia (ARG) · 5-4 · Rájátszás: · Enrique Penabella (CUB) · 1-5                                       | 6.         | kiesett | kiesett    | kiesett                     | kiesett           |                   | kiesett           | helyezetlen |
| Henry Sommerville                                                                | Kard, egyéni      | F. csoport · Marcel Parent (FRA) · 1-5 · Emil Ochyra (POL) · 4-5 · Walter Köstner (EUA) · 2-5 · Alexander Leckie (GBR) · 4-5 · John Bouchier-Hayes (IRL) · 5-0 | 5.         | kiesett | kiesett    | kiesett                     | kiesett           |                   | kiesett           | helyezetlen |
| Les Tornallyay                                                                   | Kard, egyéni      | H. csoport · Tănase Mureșanu (ROU) · 0-5 · Umjar Mavlihanov (URS) · 3-5 · Pézsa Tibor (HUN) · 3-5 · Alberto Lanteri (ARG) · 4-5 · John Andru (CAN) · 0-5 · Humberto Posada (COL) · 5-2                                                                                          | 6.         | kiesett | kiesett    | kiesett                     | kiesett           |                   | kiesett           | helyezetlen |
| John Douglas Ivan Lund Brian McCowage David McKenzie Gerard Tubier               | Tőr, csapat       | B. csoport · Olaszország (ITA) · 3-13 · Lengyelország (POL) · 3-13 | 4.         | |            |                             | kiesett           | kiesett           | kiesett           | helyezetlen |
| Ian Bowditch Russell Hobby John Humphreys Ivan Lund Imants Terrauds              | Párbajtőr, csapat | B. csoport · Svédország (SWE) · 3-9 · Ausztria (AUT) · 3-11 | 3.         | |            | kiesett                     | kiesett           | kiesett           | kiesett           | helyezetlen |
| Alexander Martonffy Brian McCowage Paul Rizzuto Henry Sommerville Les Tornallyay | Kard, csapat      | B. csoport · Románia (ROU) · 3-9 · Franciaország (FRA) · 2-14 | 4.         | |            |                             | kiesett           | kiesett           | kiesett           | helyezetlen |

Női
| Versenyző                                                       | Versenyszám | Csoportkör | Csoportkör | Csoportkör        | Csoportkör | Elődöntő          | Elődöntő          | Döntő             | Helyezés    |
| Versenyző                                                       | Versenyszám | 1. kör | 1. kör     | 2. kör            | 2. kör     | 3. kör            | 4. kör            | Döntő             | Helyezés    |
| Versenyző                                                       | Versenyszám | Ellenfél Eredmény | Hely.      | Ellenfél Eredmény | Hely.      | Ellenfél Eredmény | Ellenfél Eredmény | Ellenfél Eredmény | Helyezés    |
| --------------------------------------------------------------- | ----------- | --- | ---------- | ----------------- | ---------- | ----------------- | ----------------- | ----------------- | ----------- |
| Janet Hopner                                                    | Tőr, egyéni | E. csoport · Mary Watts-Tobin (GBR) · 2-4 · Colette Flesch (LUX) · 3-4 · Antonella Ragno (ITA) · 2-4 · Valentyina Rasztvorova (URS) · 3-4 · Patricia Skinner (NRH) · 2-4 · Mireya Rodríguez (CUB) · 3-4          | 7.         | kiesett           | kiesett    | kiesett           | kiesett           | kiesett           | helyezetlen |
| Jan Redman                                                      | Tőr, egyéni | A. csoport · Harriet King (USA) · 0-4 · Rejtő Ildikó (HUN) · 1-4 · Helga Mees (EUA) · 1-4 · Cathérine Rousselet-Ceretti (FRA) · 0-4 · Christina Wahlberg (SWE) · 4-1 · Sin Gvangszuk (Sin Gwang-suk) (KOR) · 3-4 | 6.         | kiesett           | kiesett    | kiesett           | kiesett           | kiesett           | helyezetlen |
| Johanna Winter                                                  | Tőr, egyéni | B. csoport · Dömölky Lídia (HUN) · 3-4 · Bruna Colombetti (ITA) · 1-4 · Ginette Rossini (LUX) · 2-4 · Ana Derșidan-Ene-Pascu (ROU) · 2-4 · Jaszui Tamiko (JPN) · 3-4 · Pacita Wiedel (CAN) · 4-0                 | 6.         | kiesett           | kiesett    | kiesett           | kiesett           | kiesett           | helyezetlen |
| Janet Hopner Jan Redman Johanna Winter Rickie Winter Val Winter | Tőr, csapat | C. csoport · Szovjetunió (URS) · 3-13 · Egyesült Német Csapat (EUA) · 6-9 | 3.         |                   |            | kiesett           | kiesett           | kiesett           | 7.          |

## Vízilabda
| Ausztrál férfi vízilabdacsapat-játékoskeret                                            | Ausztrál férfi vízilabdacsapat-játékoskeret                                         |
| -------------------------------------------------------------------------------------- | ----------------------------------------------------------------------------------- |
| - Nicky Barnes - Stanley Hammond - Tom Hoad - William McAtee - Ian Mills - Leslie Nunn | - William Phillips - Edward Pierce - Graeme Samuel - Leon Wiegard - Michael Withers |

### Eredmények
Csoportkör
B csoport
| Csapat                      | M | Gy | D | V | G+ | G– | Gk | P |
| --------------------------- | - | -- | - | - | -- | -- | -- | - |
| Szovjetunió (URS)           | 2 | 2  | 0 | 0 | 9  | 2  | +7 | 4 |
| Egyesült Német Csapat (EUA) | 2 | 1  | 0 | 1 | 5  | 4  | +1 | 2 |
| Ausztrália (AUS)            | 2 | 0  | 0 | 2 | 1  | 9  | –8 | 0 |

| 1964. október 11. 16:30 | Szovjetunió (URS)         | 6 – 0 | Ausztrália (AUS) |  |
| 1964. október 11. 16:30 | (1–0, 1–0, 2–0, 2–0)      |       |                  |  |
| 1964. október 11. 16:30 | V. Kuznyecov, Szemjonov 2 |       |                  |  |

| 1964. október 13. 16:30 | Ausztrália (AUS)     | 1 – 3 | Egyesült Német Csapat (EUA) |  |
| 1964. október 13. 16:30 | (0–1, 1–0, 0–2, 0–0) |       |                             |  |
| 1964. október 13. 16:30 | Mills 1              |       | három játékos 1             |  |

| Csapat           | Helyezés |
| ---------------- | -------- |
| Ausztrália (AUS) | 11.      |